# Adesmia virens
Adesmia virens es una especie de planta floral del género Adesmia, tribu Dalbergieae, subfamilia, Faboideae.

## Distribución
Especie nativa del centro de Chile. Crece en el bosque subtropical.

## Taxonomía
Fue descrita por Phil. y publicada en Anales Univ. Chile 84: 435 (1894).
Etimología
Adesmia: del griego a- (sin) y desme (envoltorio), en referencia a los estambres libres.
virens: epíteto que significa verde.
Sinónimos homotípicos
- Patagonium virens (Phil.) Reiche in Fl. Chile 2: 127 (1897).[1]